# Пахомій Огілевич
Пахомій Огілевич (пол. Pachomiusz Ohilewicz, (Ohilevyč, Ohylevyč); 12 червня 1624, Мінськ — 1686, Жировичі) — діяч Руської унійної церкви, священник-василіянин, доктор богослов'я, письменник, літургіст, протоархимандрит Василіянського Чину в 1675–1679 роках.

## Життєпис
Народився в Мінську в заможній міщанській сім'ї Григорія й Реґіни з роду Масланчанка. В юності вступив до василіянського чину на новіціят у Битенський монастир. Після двох років новіціяту (через молодий вік), склав монашу професію і вступив на навчання в нижчу школу в Новогрудку, де вивчав риторику під керівництвом Якова Суші, майбутнього холмського єпископа. Отримавши дияконські свячення, у 1645 році виїхав на богословські студії до грецької колегії св. Атанасія в Римі (записався на навчання 18 грудня 1645 року, а завершив своє перебування в колегії 20 серпня 1652 року). Навчання закінчив докторським ступенем з богослов'я.
Був спочатку проповідником і еклезіархом у Віленському Свято-Троїцькому монастирі, потім у Битені і Супраслі, і врешті професором семінарії в Мінську, звідки у 1654 році з приходом москалів, змушений був утікати враз із о. Венедиктом Терлецьким. На Тороканській капітулі 1656 року обраний консультором Чину, а капітула 1659 року в Жировичах призначила його прокуратором справ Чину і Унійної Церкви в Римі. Через два роки на капітулі в Тороканах знову обраний консультором і соцієм (помічником) протоігумена о. Венедикта Терлецького. Після смерті Терлецького знову відновлено уряд протоархимандрита і ним став єпископ Яків Суша, а його генеральним вікарієм (або протоігуменом) на чотири роки — Пахомій Огілевич. Так само був обраний генеральним вікарієм протоархимандрита-митрополита Гавриїла Коленди (на капітулах в Супраслі 1665, Бересті 1667 і Новогрудку 1671).
Після смерті митрополита Гавриїла Коленди, на капітулі в Жировичах (1675) Пахомій Огілевич був обраний протоархимандритом Василіянського Чину. Він був першим настоятелем василіян, вибраним зі звичайних ченців-священиків — не митрополитів чи єпископів, як було до цього часу. По завершенні каденції (1679) отримав уряд протоконсультора Чину.
Помер 1686 року в Жировицькому монастирі.

## Праці
Укладач життєписів василіян кін. XVII — поч. XVIII ст. писав про працелюбність Пахомія Огілевича: «Ніколи не гаяв часу: або проповіді диктував, або „Гармонію святої Літургії“ викладав, або про чуда Пресвятої Богородиці Жировицької писав».

### Головний твір
- «Ecphonemata Liturgiey Greckiey to iest: To co przy Liturgiey Kapłan, Dyakon, y Chor w głos tylko spiewáią: Ze Mszey S. Bazylego Wielkiego y S. Janá Chryzostoma wyięte: y ięzykiem Słowieńskim, a charakterem polskim, z nowym wykładem na ięzyk polski na przeciwnych painach położonym: do tego, z sumą rubryk teyże Liturgiey, sporządzone, y do druku podane: Tudziesz, Harmonia albo krotkie pogodzenie różnic w obrzędach między Mszą S. Rzymską a Liturgią Grecką: z Obiasnieniem obrzędow, y dołożeniem sposobu nabożnego, á pożytecznego słuchania Mszy S. tak Rzymskiey iako y Greckiey: napisane y do druku także podane. Przez W. X. Pachomiusza Ohilewicza S. Theol. Doktora, Zakonu S. Bazylego W. Wikarego Generalnego» (W Wilnie w drukarni Monástyra S. Troyce OO. Bazylianow Roku Pańskiego 1671; перевид. w Krakowie w drukárni J. K. M. Ordynaryinego Typogr. Alexandra Schedla Roku P. 1685)[5].

Є відомості про перевидання цієї книги в Почаєві (1784) та Львові чи в Перемишлі (1842).